# Trimethadione
Trimethadione là thuốc chống co giật oxazolidinedione. Nó thường được sử dụng để điều trị các bệnh động kinh có khả năng chống lại các phương pháp điều trị khác.

## Hội chứng trimethadione thai nhi
Nếu dùng trong khi mang thai, hội chứng trimethadione của thai nhi có thể gây ra dị dạng khuôn mặt (mũi hếch ngắn, lông mày xếch), dị tật tim, hạn chế tăng trưởng trong tử cung (IUGR) và chậm phát triển tâm thần. Tỷ lệ hư thai trong khi sử dụng trimethadione đã được báo cáo là cao tới 87%.